# مشکل تو همین است
«مشکل تو همین است» (به انگلیسی: There's Your Trouble) تک‌آهنگی از دیکسی چیکس است که در سال ۱۹۹۸ میلادی منتشر شد.
این تک‌آهنگ در چارت‌های در رتبه اول و در چارت‌های جزو ده ترانه اول قرار گرفت.